# Шестаковский сельский округ (Московская область)
Шестаковский сельский округ — упразднённая административно-территориальная единица, существовавшая на территории Волоколамского района Московской области в 1994—2006 годах.
В первые годы советской власти возник Шестаковский сельсовет Калеевской волости Волоколамского уезда Московской губернии.
В 1926 году Шестаковский с/с включал 3 населённых пункта — Шестаково, Глуханово и Занино.
В 1929 году Шестаковский с/с был отнесён к Волоколамскому району Московского округа Московской области. При этом к нему был присоединён Астафьевский с/с.
14 июня 1954 года к Шастаковскому с/с были присоединены Нефёдовский и Шанинский с/с.
27 августа 1958 года из Ильинского с/с в Шестаковский были переданы селения Акулово, Еремеево, Лелюшкино, Успенье и Танково.
14 января 1964 года из Теряевского с/с в Шестаковский были переданы селения Балобаново, Калеево, Калуево, Пекшево, Покровское и Смольниково.
23 июня 1988 года были сняты с учёта деревни Губино, Лелюшкино и Тараканово.
3 февраля 1994 года Шестаковский с/с был преобразован в Шестаковский сельский округ.
В ходе муниципальной реформы 2005 года Шестаковский сельский округ прекратил своё существование как муниципальная единица. При этом все его населённые пункты вошли в сельское поселение Теряевское.
29 ноября 2006 года Шестаковский сельский округ исключён из учётных данных административно-территориальных и территориальных единиц Московской области.